# Büchen
Büchen est une commune allemande du Schleswig-Holstein, située dans l'arrondissement du duché de Lauenbourg (Kreis Herzogtum Lauenburg), à mi-chemin entre les villes de Lauenburg/Elbe et Mölln. Büchen est la commune la plus peuplée et le chef-lieu de l'Amt Büchen qui regroupe 15 communes en tout.

## Jumelage
- Liperi (Finlande) depuis le 20 octobre 1995[1]